# Тенерифе (Колумбія)
Тенерифе (ісп. Tenerife) — місто та муніципалітет на півночі Колумбії, на території департаменту Маґдалена.

## Історія
Поселення, з якого пізніше виросло місто було засноване в 1536 році. Муніципалітет Тенерифе був виділений в окрему адміністративну одиницю в 1864 році.

## Географія

Муніципалітет Тенерифе

Місто розташоване в західній частині департаменту, на лівому березі річки Магдалена, на відстані приблизно 162 кілометрів на північний захід від Санта-Марти, адміністративного центру департаменту Маґдалена. Абсолютна висота — 18 метрів над рівнем моря.
Муніципалітет Тенерифе на півночі межує з територією муніципалітету Сапаян, на північному сході — з муніципалітетом Чиболо, на сході і півдні — з муніципалітетом Плато, на заході і північному заході — з територією департаменту Болівар. Площа муніципалітету складає 694 км².

## Населення
За даними Національного адміністративного департаменту статистики Колумбії, сукупна чисельність населення міста та муніципалітету в 2015 році становила 12 243 осіб.
Динаміка чисельності населення муніципалітету за роками:
| 2005   | 2006   | 2007   | 2008   | 2009   | 2010   | 2011   | 2012   | 2013   | 2014   | 2015   |
| ------ | ------ | ------ | ------ | ------ | ------ | ------ | ------ | ------ | ------ | ------ |
| 12 550 | 12 511 | 12 459 | 12 429 | 12 392 | 12 358 | 12 333 | 12 300 | 12 278 | 12 253 | 12 243 |

Згідно з даними перепису 2005 року чоловіки становили 54,3 % від населення Тенерифе, жінки — відповідно 45,7 %. У расовому відношенні білі і метиси становили 77,9 % від населення міста; негри, мулати і райсальці — 22,1 %.
Рівень грамотності серед всього населення становив 78,1 %.

## Економіка
Основу економіки Тенерифе складає сільськогосподарське господарство.
54,9 % від загальної кількості міських і муніципальних підприємств складають підприємства торговельної сфери, 27,6 % — промислові підприємства, 16 % — підприємства сфери обслуговування, 1,5 % — підприємства інших галузей економіки.

## Транспорт
Через місто проходить національне шосе № 27 (ісп. Ruta Nacional 27).